# Georg Hesselbarth

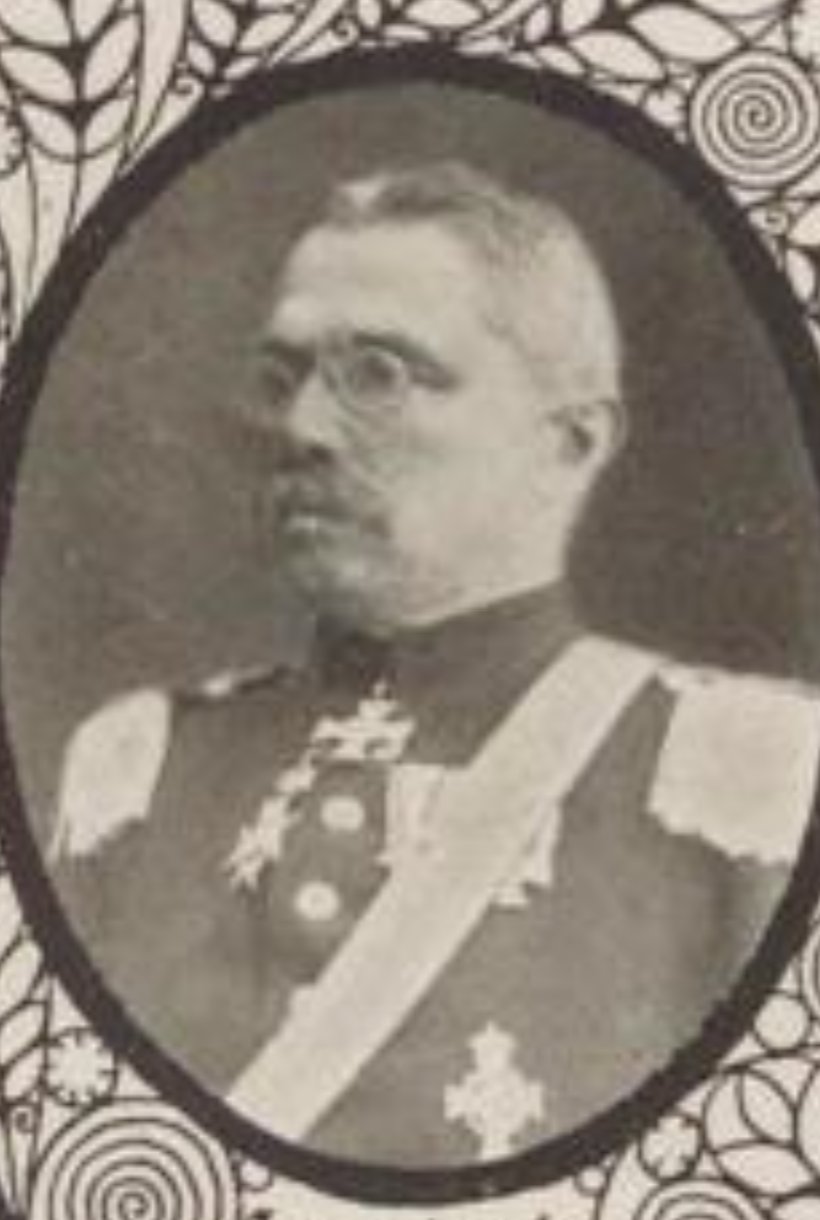
Georg Hesselbarth

Georg Bruno Hesselbarth (* 1855 in Hartha bei Waldheim; † 29. April 1934) war ein sächsischer Generalleutnant.

## Leben
Hesselbarth trat 1869 in den Kadettenkorps der sächsischen Armee und wurde nach langjähriger Erziehung am 29. April 1874 als Leutnant dem 2. Feld-Artillerie-Regiment Nr. 28 unter gleichzeitiger Kommandierung zum Fuß-Artillerie-Regiment Nr. 12 übergeben. Im Regiment erfolgte am 1. April 1881 die Beförderung zum Oberleutnant. 1885 wurde er als Assistenz zur Artillerie-Prüfungskommission in Berlin abkommandiert und am 19. November 1886 zum Hauptmann befördert. Er diente seitdem beim Fuß-Artillerie-Regiment Nr. 12. Einige Jahre später wurde er dem Regiment á la suité gestellt und als Unterdirektor der Pulverfabrik in Gnaschwitz verwendet. Nach Rückkehr zum 2. Feld-Artillerie-Regiment wurde er mit dem Ritterkreuz I. Klasse des Albrechtsordens ausgezeichnet und am 20. April 1894 zum Major befördert. Er wurde dann als Abteilungskommandeur der II. Abteilung beim Regiment eingesetzt. 1895 erfolgte dann eine weitere Versetzung als Abteilungskommandeur der III. Abteilung des 1. Feld-Artillerie-Regiments Nr. 12. Er avancierte am 26. März 1899 zum Oberstleutnant und Kommandeur der II. Abteilung im 4. Feld-Artillerie-Regiment Nr. 48. Am 21. April 1900 wurde er mit dem Ritterkreuz I. Klasse des sächsischen Verdienstordens ausgezeichnet. Nach Beförderung zum Oberst am 2. Juni 1901 wurde er Regimentskommandeur des 3. Königlich Sächsischen Feld-Artillerie-Regiment Nr. 32 ernannt und blieb bis zum 21. April 1905 in dieser Position. In dieser Eigenschaft wurde er am 7. August 1903 mit dem Offizierskreuz des Albrechtsordens und im selben Jahre auch mit dem preußischen Kronenorden II. Klasse ausgezeichnet. Nach Beförderung zum Generalmajor am 23. September 1905 wurde er Kommandeur der 2. Feld-Artillerie-Brigade Nr. 24 und in dieser Eigenschaft am 11. Dezember 1906 zur Disposition gestellt. Im Ersten Weltkrieg wurde er als Kommandant der Munitions-Kolonne und Trains des XIX. (II. Königlich Sächsisches) Armee-Korps reaktiviert und erhielt im November 1915 den Charakter eines Generalleutnants.